# Ola Kvernberg
Ola Kvernberg (* 6. Juni 1981 in Fræna) ist ein norwegischer Jazzgeiger (auch Bratsche, Mandoline, weitere Instrumente, Gesang) und Komponist.

## Leben und Wirken
Kvernberg stammt aus einer Familie von Folkloremusikern; er ist ein Enkel des Volkstanz-Komponisten Peter L. Rypdal (1909–1988); seine Mutter und seine Schwester spielen Geige und Hardangerfiedel. Im Alter von neun Jahren lernte er klassische Violine; mit 14 Jahren gewann er den dritten Preis bei einem Klassikwettbewerb in Italien.
Als Jugendlicher spielte Kvernberg zunächst Folkmusik und erhielt an der örtlichen Musikschule eine klassische Ausbildung. Seine ersten Aufnahmen entstanden 1995 mit der Band Fear of Flying. Zwei Jahre später, als er 16 Jahre alt war, begann er Jazz zu spielen; zwischen 2001 und 2003 hatte er Unterricht im Jazzprogramm des Trondheimer Konservatoriums. Bekanntheit in Norwegen erlangte er 2000 zusammen mit dem Quartett Hot Club de Norvège beim jährlichen Django Festival in Oslo (wo er mit Toots Thielemans jammte). 2000 wurde er auf dem Album Hot Club de Norvege presenting Ola Kvernberg & Jimmy Rosenberg (2000) mit Swing-Standards wie Sweet Georgia Brown, Oh, Lady Be Good! oder It Don’t Mean a Thing (If It Ain’t Got That Swing) herausgestellt. Das erste Album unter eigenem Namen Ola Kvernberg (2001) schloss stilistisch mit Klassikern wie Honeysuckle Rose oder I Can’t Give You Anything but Love an. Ferner war er 2002 mit dem Hot Club de Norvège, Angelo Debarre  und dem Tromsø Symphony Orchestra an der Produktion White Night Stories beteiligt.
Mit seinem Trio, zu dem Gitarrist Doug Raney und Bassist Steinar Raknes gehörten, entstand das Album Cats & Doug (Hot Club Records, 2002) mit Standards und Eigenkompositionen, dem weitere Trio-Alben folgten. 2010 präsentierte er auf dem Festival von Molde mit Joshua Redman seine Filmmusik Liarbird (für den Film Nord von Erlend Loe); für das gleichnamige Album erhielt er 2011 den Spellemannprisen. Außerdem erhielt er dafür seine erste Nominierung für den norwegischen Filmpreis Amanda für die Beste Musik. Die Auszeichnung erhielt er vier Jahre später mit seiner zweiten Nominierung für das Drama Chasing the Wind. 2017 spielte er in großformatiger Besetzung das Album Steamdome ein.
Ferner spielte Kvernberg u. a. mit Niels-Henning Ørsted Pedersen und Philip Catherine (mit denen er 2004 auf dem Molde Jazz Festival auftrat). Er ist Mitglied in verschiedenen Formationen von Ingebrigt Håker Flaten, mit dem er auch CDs einspielte. Weiter arbeitet er im Trio Gammalgrass (mit Stian Carstensen und Ole Morten Vågan) und im The Scarlatti Ensemble (mit Kim Myhr, Eirik Hegdal und Marianne Baudouin Lie). Des Weiteren trat er mit Siri Gjæres Trønderhøns und als Gastmusiker bei dem Album Banjovi auf (mit Finn Guttormsen, Stian Carstensen, Haakon Askeland, Kjartan Iversen und Knut Hem). 2007 ging er mit Thomas Dybdahl auf Tournee. 
Im Bereich des Jazz wirkte er zwischen 2000 und 2023 bei 23 Aufnahmesessions mit, etwa 2008 bei Jon Larsens Album The Jimmy Carl Black Story. Zu hören ist er auch auf Daniel Herskedals Album A Single Sunbeam (2024). 

## Diskographische Hinweise
- Violin (Hot Club Records, 2001)
- Cats & Doug (Hot Club Records, 2002), mit Doug Raney
- Night Driver (Jazzland Recordings, 2006)
- Folk (2009)[3]
- Liarbird (2011), mit Bergmund Waal Skaslien, Eirik Hegdal, Mathias Eick, Håkon Kornstad, Ingebrigt Håker Flaten, Ole Morten Vågan, Erik Nylander, Torstein Lofthus
- Steamdome (2017)[10][13]
- Steamdome II: The Hypogean (2019)
- The Mechanical Fair Live (2024), mit dem Trondheim Symphony Orchestra

## Filmografie (Auswahl)
- 2009: Nord
- 2013: Chasing the Wind (Jag etter vind)
- 2016: Venus – Nackte Wahrheiten (Venus)
- 2016: Welcome to Norway